# Pusta woda
Pusta woda – wspomnienia z warszawskiego getta opublikowane przez Krystynę Żywulską w roku 1963.

## Treść książki i losy Krystyny Żywulskiej
Krystyna Żywulska urodziła się w 1914 roku jako Sonia Landau. W czasie okupacji, w 1941 roku, wraz z rodziną została przesiedlona do warszawskiego getta, gdzie spędziła dwa pełne udręki lata.
Matka Soni, starając się stworzyć w nieludzkich warunkach getta pozory normalności, stawiała na kuchence garnek, lecz nie mając nic, co można by doń wrzucić, gotowała samą „pustą” wodę. Żeby oszukać głód, żeby odpędzić i zwieść wszechobecny strach. Książka opowiada też o szaleńczej ucieczce z getta, o udziale w polskim ruchu oporu, już pod fałszywym imieniem i nazwiskiem Krystyna Żywulska. Po aresztowaniu w 1943 roku autorka została osadzona w obozie Auschwitz-Birkenau. Jednak akcja Pustej wody kończy się w więzieniu na Pawiaku, tuż zanim autorka została wysłana do Oświęcimia.
Pusta woda została napisana w dwadzieścia lat po tomie wspomnień Przeżyłam Oświęcim. Autorka w rozmowie z Barbarą Engelking-Boni opowiadała, że stworzyła tę książkę uważając, że ludzie wciąż nie wyciągnęli należytych wniosków z lat wojny – zbrodni, pogardy i hańby. Napisała jedną z najdobitniej antyrasistowskich książek swego czasu – opisując czyny ludzi dobrych i złych, wykolejonych i czystych – tak Niemców, Polaków, jak i Żydów.
Gdy po Marcu 1968 rozwinęła się w Polsce antysemicka kampania, Żywulska, która dopiero w Pustej wodzie ujawniła swoje żydowskie pochodzenie, została poddana ostracyzmowi, a jej synowie byli zmuszeni do opuszczenia kraju. W ślad za nimi udała się najpierw do Monachium, a następnie do Düsseldorfu, gdzie pozostała aż do śmierci w 1992 roku.

## Losy książki
Powieść Pusta woda (1963) doczekała się w Polsce kilku wydań, opublikowana została również w języku angielskim Empty Water, francuskim L’eau vide, niemieckim Leeres Wasser, japońskim 空の水.
Od 2012 roku rozwija się projekt filmu fabularnego na podstawie książki Pusta woda.